# رت پک (فیلم)
رت پک (انگلیسی: The Rat Pack) فیلمی به کارگردانی راب کوهن است که در سال ۱۹۹۸ منتشر شد.

## بازیگران
- ری لیوتا
- جو مانتگنا
- دان چیدل
- ویلیام پترسن
- دبورا کارا اونگر
- باربارا نیون
- دن اوهرلیهی
- مگان دادز
- ورونیکا کارترایت
- گرگ برگ